# 暗星一號
《暗星一號》是一個太空模擬的電子遊戲，由Ascaron開發，CDV出版。該遊戲的Windows版本在歐盟的正式發布日期是2006年6月16日，隨後在2006年8月14日在北美發售。而Xbox 360版本是在2010年7月20日發布。在中國大陆則是以北京星空娱动科技有限公司代理該款遊戲。

## 外部連結
- 官方網站
- 北美官方網站
- Ascaron Entertainment GmbH （页面存档备份，存于） - 開發者網站
- CDV Software Entertainment AG （页面存档备份，存于） - 出版者網站